# Чжу Бяо
Чжу Бяо (朱標; 10 октября 1355 — 17 мая 1392) — наследный принц династии Мин (1368—1392), старший сын первого минского императора Чжу Юаньчжана. Его ранняя смерть создала кризис в первой преемственности династии, который был разрешен успешной узурпацией его брата Чжу Ди на посту императора Юнлэ, что имело далеко идущие последствия для будущего Китая.

## Биография
Родился 10 октября 1355 года в Тайпине (сейчас провинция Аньхой). Старший сын Чжу Юаньчжана (1328—1398), первого императора Китая из династии Мин (1368—1398). Его матерью была императрица Ма (1332—1382). Когда его отец объявил себя ваном У в 1364 году, он назвал Чжу Бяо своим наследником. После того как Чжу Юаньчжан провозгласил себя императором империи Мин, Чжу Бяо получил титул наследного принца (皇太子).
Он получил интенсивное образование в области конфуцианского учения под руководством Сун Ляня. Он вырос образованным и гуманным политиком, похожим по этим качествам на свою мать. С 1377 года он участвовал во встречах императора с министрами и участвовал в повседневном управлении государством.
В то время как его отец завершил восстание против династии Юань, Чжу Бяо обычно держали вдали от линии фронта и ему предоставляли в качестве наставников самых уважаемых конфуцианских ученых своего времени. Особенно по сравнению со своим отцом или братом, Чжу Бяо запомнился мягкосердечным человеком. В официальной истории Мин записано, что он однажды спросил своего отца, почему так много министров и генералов, которые помогали ему в создании Империи Мин, были вознаграждены смертью или изгнанием. Его отец ответил, что они подобны шипам на лозе; Не доверяя Чжу Бяо сделать это самому, император Хунъу любезно удалил их, прежде чем передать своему сыну.
Как и его сын, император Цзяньвэнь, Чжу Бяо глубоко ценил традиционную китайскую культуру: он участвовал в исследовании Сианя и Лояна как потенциальных столиц династии, когда заболел и умер в 1392 году в возрасте 36 лет. Он был посмертно удостоен титула наследного принца Ивэня (懿文太子) своим отцом и Синцзуна (興宗), императора Сяокана (孝康皇帝) своим сыном.
После того, как его младший брат Чжу Ди узурпировал трон, он был посмертно понижен в должности обратно до наследного принца Ивэня. Во времена Южного Мин он снова был посмертно восстановлен как Синцзун и император Сяокан.

## Семья
От двух жен и наложницы у Чжу Бяо было пять сыновей и четыре дочери. Его второй сын Чжу Юньвэнь (1377—1402), стал преемником своего деда Чжу Юаньчжана и вторым императором династии Мин (1398—1402).